# Klemens von Thünefeld

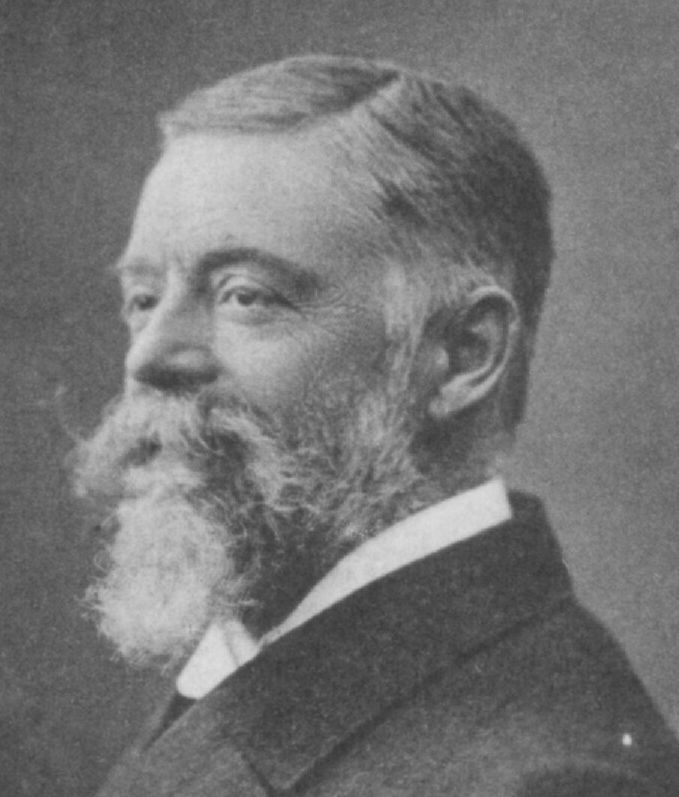
Klemens von Thünefeld als Reichstagsabgeordneter 1912

Klemens Wenzeslaus Franz Blasius Freiherr von Thünefeld (* 3. Februar 1855 in Bamberg; † 16. Mai 1913 in Augsburg) war Gutsbesitzer und Mitglied des Deutschen Reichstags.

## Leben
Thünefeld besuchte das Gymnasium bei St. Stephan zu Augsburg, das Königliche Lyceum zu Augsburg und die Universität Würzburg. Er studierte Rechts- und Staatswissenschaft und übernahm am 23. April 1894 das väterliche Familienfideikommissgut Schmiechen. Von Oktober 1877 bis April 1880 war er Rechtspraktikant beim Bezirksamt und Stadt- und Landgerichten. Im Mai 1880 bestand er die Prüfung für den höheren Justiz- und Verwaltungsdienst und von Dezember 1880 bis August 1881 war er Praktikant bei der Königlichen Regierung von Schwaben in Augsburg. Vom 1. September 1881 bis 30. September 1885 war er Assessor am Bezirksamt Pfarrkirchen in Niederbayern und seit 22. April 1896 Königlich bayerischer Kammerherr. 1901 war er Präsidiumsmitglied des Deutschen Katholikentags in Osnabrück.
Ab 1898 war er Mitglied des Deutschen Reichstags für den Reichstagswahlkreis Oberbayern 6 (Weilheim, Werdenfels, Bruck, Landsberg, Schongau) und die Deutsche Zentrumspartei. Das Mandat endete mit seinem Tode.